# Quartier Militaire
 (juin 2025).
 (signalé en juin 2025).
Si vous disposez d'ouvrages ou d'articles de référence ou si vous connaissez des sites web de qualité traitant du thème abordé ici, merci de compléter l'article en donnant les références utiles à sa vérifiabilité et en les liant à la section « Notes et références ».
- Archive Wikiwix
- Bing
- Cairn
- DuckDuckGo
- E. Universalis
- Gallica
- Google
- G. Books
- G. News
- G. Scholar
- Persée
- Qwant
- (zh) Baidu
- (ru) Yandex
- (wd) trouver des œuvres sur Wikidata

Quartier Militaire est une ville du centre de l'île Maurice dépendant du district de Moka et abritant le conseil de district. Sa population était de 32 650 habitants en 2011 en grande majorité indo-mauricienne. Ses quartiers et faubourgs se nomment Bonne Veine, Espérance, La Valette, Providence (qui abrite une forte minorité musulmane), Route 16, Royal Plaz, Hilton Street et Vuillemin.

## Géographie et description
Quartier Militaire est connu pour son climat relativement nuageux et frais. Son record de fraîcheur a été de 5 degrés Celsius. Camp de Masques dont le climat est plus chaud se trouve à l'est, ainsi que Médine au climat plus doux. Phoenix se trouve au sud et Saint-Pierre à l'ouest.
Le marché de Quartier Militaire est fort pittoresque surtout le dimanche matin. Il est desservi par un arrêt de ligne d'autocars. La ville possède une poste, de nombreux commerces, des dispensaires et des clubs de sport. Elle est réputée pour son stade de football.
Le quartier de La Valette est connu pour son petit lac qui offre un point de vue apprécié des visiteurs.

## Éducation
Quartier Militaire possède un collège de garçons et un collège de filles, ainsi que l'école primaire publique Sir Edward Walter School et l'école privée Saint-Léon. Le quartier de Providence accueille l'école publique de filles Lady Lydie Ringadoo et Belle Rive une école supérieure de chirurgie dentaire. Quartier Militaire est réputé pour son école privée à section multilingue (français, anglais, allemand, arabe, espagnol, italien, turc), langues des pays d'émigration des Mauriciens.

## Cultes
Quartier Militaire possède à Providence un grand temple hindou, plusieurs anciens petits temples hindous, et un centre culturel musulman, le seul du district. Royal Plaza abrite une église catholique et deux petites mosquées.